# Benferri
Benferri község Spanyolországban, Alicante tartományban. Lakosainak száma 2053 fő (2024). Benferri Granja de Rocamora, Orihuela, Redován és Abanilla községekkel határos.

## Népesség
A település lakosságának változását az alábbi diagram mutatja:
| Lakosok száma | 1098 | 1351 | 1493 | 1876 | 1925 | 1910 | 1920 | 1942 | 1958 | 2053 |
|               | 2001 | 2004 | 2006 | 2009 | 2011 | 2014 | 2016 | 2019 | 2021 | 2024 |